# Jimmy Piersall
James Anthony Piersall (né le 14 novembre 1929 à Waterbury (Connecticut) et mort le 3 juin 2017 à Wheaton en Illinois) est un joueur américain de baseball qui évolua en Ligue majeure de baseball de 1950 à 1967.
Joueur de champ extérieur, il évolue principalement au champ centre, remporte des Gants dorés en 1958 et 1961, et honore des sélections au match des étoiles en 1954 et 1956.

## Carrière
Recruté en 1948 par les Red Sox de Boston, Jimmy Piersall fait ses débuts en Ligue majeure le 7 septembre 1950.
Jimmy Piersall souffre de trouble bipolaire lui faisant commettre des actes étranges. Il discute ainsi avec le fantôme de Babe Ruth au Yankee Stadium lors d'un match joué sous l'uniforme des Red Sox. Il devient parfois violent contre ses adversaires, ses coéquipiers ou des supporters. Ses ennuis de santé sont chroniqués dans le livre coécrit avec Al Hirshberg, Fear Strikes Out, qui est porté à l'écran en 1957. Anthony Perkins tient son rôle.
Malgré ces troubles qui apparaissent en 1952, Piersall est sélectionné deux fois pour le match des étoiles (1954 et 1956) et termine 9e du vote du joueur par excellence de la saison en 1953.
Il passe des Red Sox aux Indians le 2 décembre 1958 et joue trois belles saisons à Cleveland. Il nécessite toutefois une attention continue de la part de l'encadrement et est échangé le 5 octobre 1961 aux Senators de Washington. Le 23 mai 1963, les Senators l'échangent aux Mets de New York contre le joueur de premier but Gil Hodges. Il passe alors de l'équipe de dernière place dans la Ligue américaine à l'équipe de dernière place dans la Ligue nationale.
Pour célébrer le 23 juin 1963 le 100e coup de circuit de sa carrière, frappé pour les Mets au Polo Grounds contre les Phillies de Philadelphie, Piersall amuse les spectateurs en courant les buts à reculons, une excentricité qu'il avait promise mais qui lui vaut des remontrances du commissaire du baseball Ford Frick. Piersall ne connaît guère de succès chez les Mets, pour qui il ne frappe que dans une moyenne au bâton de ,194. Son gérant, Casey Stengel, loue ses qualités offensives : Piersall, qui n'est pas particulièrement rapide mais compense par une anticipation exceptionnelle de l'endroit où la balle va tomber, est selon Stengel le meilleur voltigeur défensif qu'il ait vu, supérieur à Joe DiMaggio.
Récupéré par les Angels de la Californie (appelés Angels de Los Angeles jusqu'en 1965) après avoir été libéré de son contrat par les Mets en juillet 1963, Piersall évolue en Californie jusqu'en 1967 et considère ces années comme les meilleures de sa carrière, soulignant le lien de respect développé avec le directeur général Fred Haney.

## Après-carrière
Sa carrière de joueur achevée, Jimmy Piersall devient manager en ligue mineure en 1973, puis instructeur pour les Rangers du Texas pendant deux ans et pour les White Sox, à temps partiel, lors d'une saison. En 1974, il est aussi directeur des promotions chez les Rangers, mais perd son emploi après une guerre ouverte avec un journaliste du Fort Worth Star-Telegram, pour être rengagé 24 heures plus tard.
Il est commentateur des matchs des White Sox de Chicago de 1977 à 1983 aux côtés de Harry Caray. Il se met dans l'embarras à plusieurs reprises. En 1977, lorsque informé que l'épouse du propriétaire des White Sox Bill Veeck n'appréciait pas ses propos, il réplique que « Madame Veeck est une casse-pieds colossale. Elle devrait rester à sa place, à la cuisine . » En septembre 1981, Piersall est retiré des ondes jusqu'à la fin de la saison de baseball après avoir qualifié en ondes les épouses des joueurs de « femmes en chaleur » (horny broads). En avril 1983, alors qu'il anime les avant et après matchs des White Sox sur une chaîne câblée, il est congédié par les White Sox, qui n'apprécient pas ses critiques envers le club et son opinion sur les décisions du gérant Tony La Russa.
De 1986 à 1999, il est instructeur avec des clubs affiliés aux Cubs de Chicago en ligues mineures.

## Sources
- (en) Russell Schneider, The Cleveland Indians Encyclopedia, Champaign (IL), Sports Publishing, 2004, notice biographique de Jimmy Piersall, p. 236-237